# Charlotta Cedercreutz
Maria Charlotta Cedercreutz, senare Wrangel, född 1736, död 28 maj 1815 i Hovförsamlingen, Stockholms stad, var en svensk konstnär, hovdam (statsfru). Hon var medlem i Konstakademien.

## Biografi
Charlotta Cedercreutz var dotter till kammarherre friherre Lars Cedercreutz och Catharina Siljeström. Charlotta Cedercreutz gifte sig 1770 med generalmajor friherre Georg Gustaf Wrangel efter att under många år ha vägrat att gifta sig, trots att hon fick många friare genom sitt utseende och sin förmögenhet. 
1774 blev hon statsfru hos drottning Sofia Magdalena, och tillhörde då en av de sex första personer som innehade denna titel, eftersom den infördes detta år av Gustav III. Hon deltog aktivt i hovlivet, där hon tidvis var en ledande personlighet och ofta omnämns i samtida memoarer, och beskrevs som intelligent och bildad men också mycket kokett och noga med rangfrågor. Hon blev föremål för två satirer av Fredric Nolcken:  »La mère comme il y en a point Lionnopolis 1789» och »Meren désenchantée ou la naissance de Lion. Stockholm 1790».
År 1795 avskedades samtliga statsfruar från hovet på hertig Karls order eftersom han föredrog unga hovfröknar, och Cedercreutz fick då svåra ekonomiska problem. Hedvig Elisabet Charlotta av Holstein-Gottorp förhörde sig då om tillstånd för henne att få en lägenhet på kungliga slottet.
Charlotta Cedercreutz var inte professionell yrkeskonstnär utan amatör. Hon invaldes som ledamot av Konstakademien. Cedercreutz finns representerad vid bland annat Nationalmuseum i Stockholm.